# Buena Vista Park

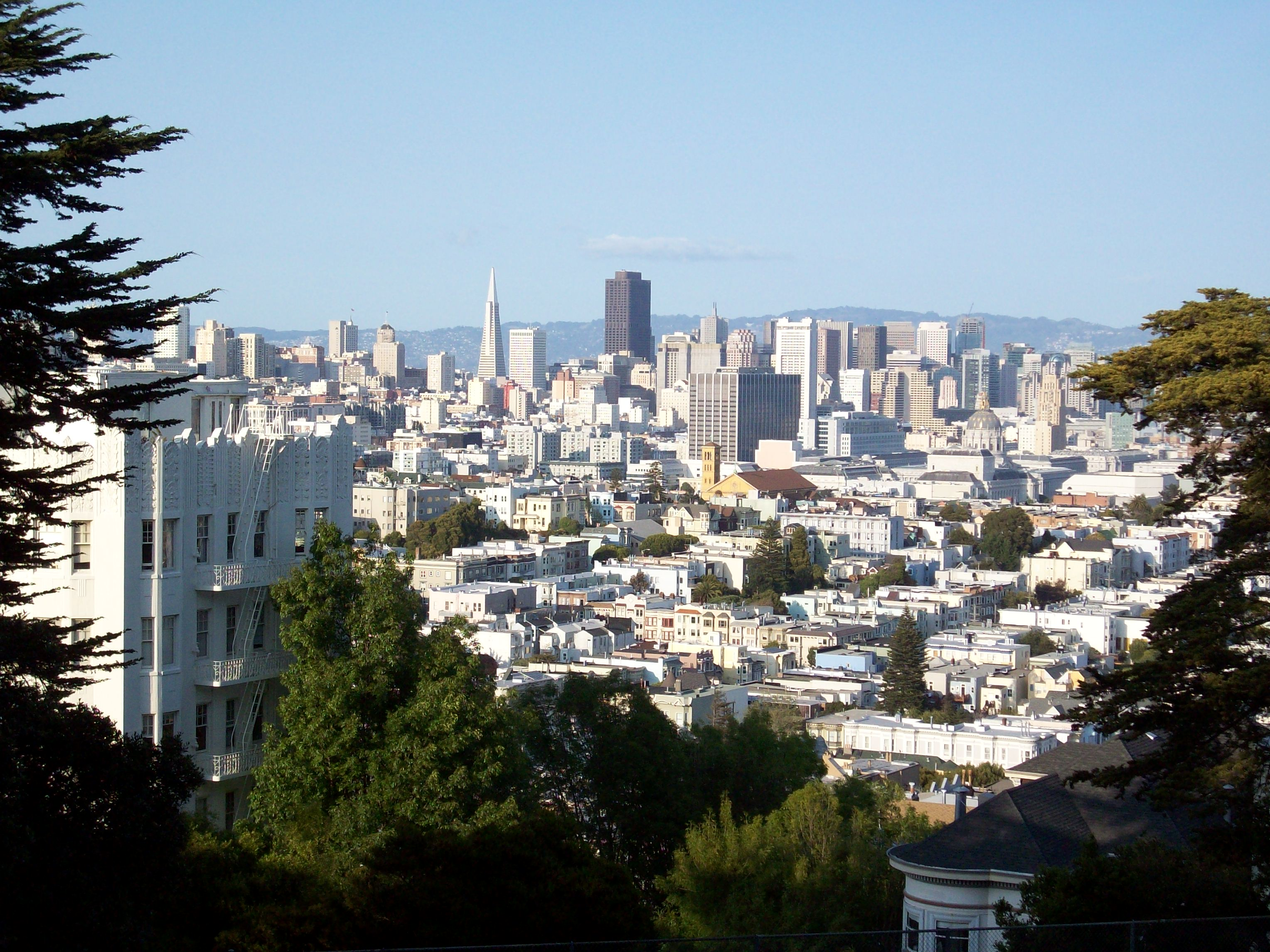
Vista de São Francisco a partir de Buena Vista Park.

Buena Vista Park (em português:  Parque Buena Vista) é um parque situado na área de Haight-Ashbury e Buena Vista Heights, em São Francisco, Califórnia, Estados Unidos. É o mais antigo parque da cidade, fundado em 1867 com o nome de Hill Park  e renomeado para Buena Vista em 1894.
Ele é limitado pela rua Height ao norte e pelas avenidas Buena Vista oeste e leste. O parque em si fica numa pequena colina de 175m de altura e cobre um total de 37 acres (150 mil m²). Sua parte mais plana e baixa é o lado norte ao longo da área de Haight-Ashbury.